# 吉岡公威
吉岡公威（日语：吉岡 公威，1月29日—），日本漫畫家。

## 作品列表
作畫
- 魔法拼圖 Zerokreuz
  - 原作：土塚理弘
  - 連載雜誌：《月刊少年GANGAN》 → 《GANGAN ONLINE》
  - 單行本：全9冊

- 輪廻的拉格朗日 ～曉月的紀念～
  - 劇本：菅正太郎，原案／協力：Production I.G，協力：XEBEC、萬代影視
  - 連載雜誌：《YOUNG GANGAN》
  - 單行本：全4冊

- GRAND BLUE碧藍之海
  - 原作：井上堅二
  - 連載雜誌：《good！Afternoon》
  - 單行本：已出版24冊

漫畫化作品
- 蒼柩的青金石
  - 原作：朝野始，人物原案：菊池政治
  - 連載雜誌：《月刊Comic Alive》
  - 單行本：全2冊

- 甘城輝煌樂園救世主
  - 原作：賀東招二，人物原案：中島有華
  - 連載雜誌：《月刊Dragon Age》
  - 單行本：全6冊

原創作品
- 妙廟美少女
  - 連載雜誌：《Comic DAYS》
  - 單行本：已出版13冊

其它
- 我的朋友很少 官方漫畫選集3
- －吉祥物角色設定。
- Bravely Default：Praying Brage－《GANGAN ONLINE》聯名企劃。

## 外部連結
- （日語）－吉岡公威的官方個人網站。
- 吉岡公威的X（前Twitter） （日語）